# ヴィニシウス・ヂ・モライス

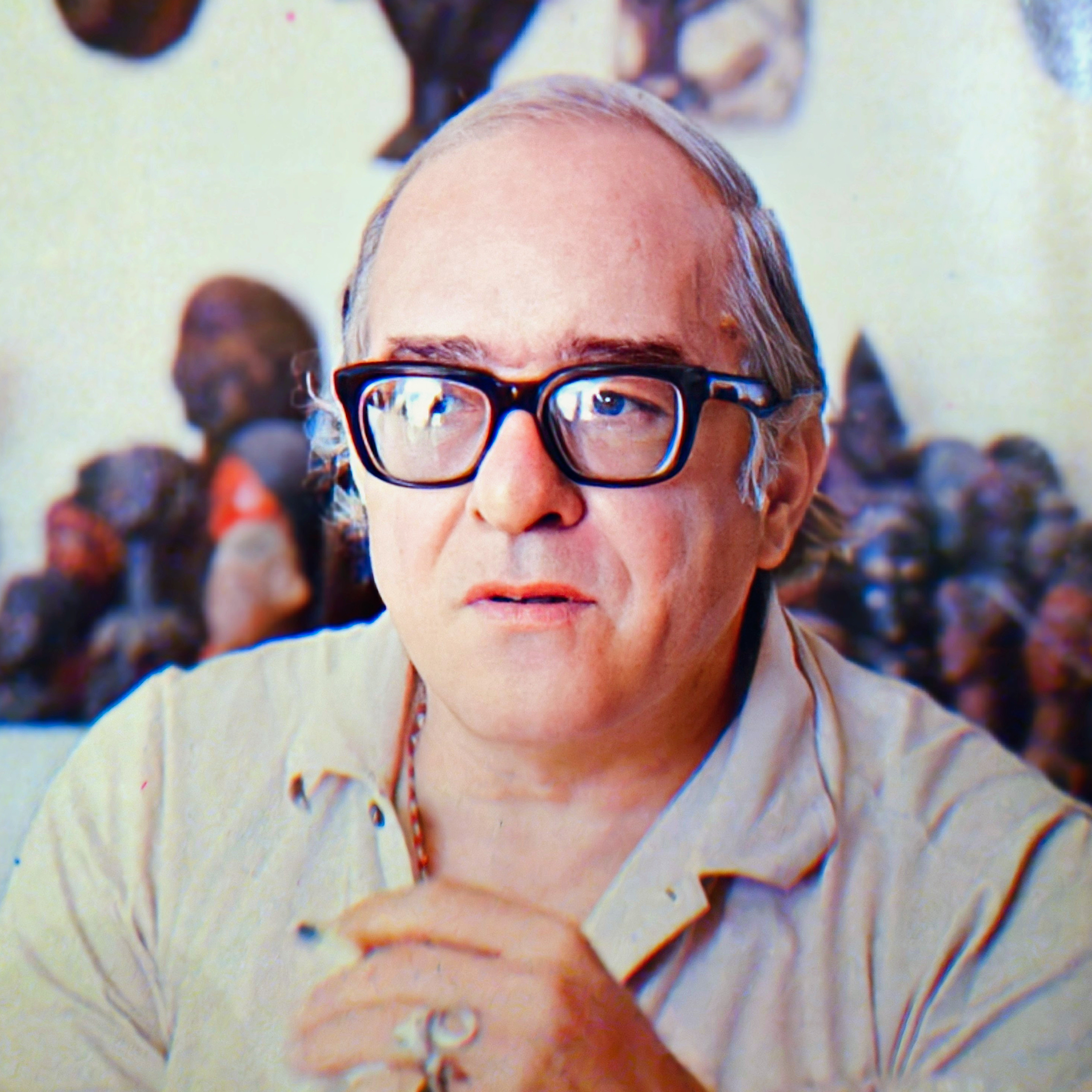
ヴィニシウス・ヂ・モライス

マルクス・ヴィニシウス・ダ・クルス・エ・メロ・モライス（Marcus Vinícius da Cruz e Mello Moraes, 1913年10月19日 - 1980年7月9日）はブラジル出身の詩人、作家、作詞家、作曲家、翻訳家、外交官、歌手、ジャーナリスト。オ・ポエティーニャ（O Poetinha, 「小さな詩人」の意）のペンネームでも知られる。
1950年代後半、アントニオ・カルロス・ジョビンらとともにボサノヴァというポピュラーミュージックのスタイルを生み出した立役者の一人である。ジョビンが作曲し・モライスが作詞したナンバー「イパネマの娘」（1962年）はジョアン・ジルベルトとスタン・ゲッツの共演作品などによって世界的なヒット曲となった。洗練された詩風でボサノヴァの歌詞のあり方に指針を示し、以後のブラジルのポピュラー音楽に多大な影響を与えたと評されている。

## 経歴
リオ・デ・ジャネイロ生まれ。公務員の父親と主婦の母親は共に音楽が得意で、幼い頃から音楽に触れる環境で育つ。青年時代にはリオデジャネイロ州立大学に在学、法学と社会科学を修める一方、詩作にも取り組むようになり、処女作を1933年に発表している。
1936年からブラジル政府の教育・保健部門でのフィルム検閲業務に当たるようになったが、1938年にはイギリス政府傘下組織のブリティッシュ・カウンシルにより、オックスフォード大学への国際留学を認められて渡英。英文学研究を行いながら前衛的な詩作に取り組んだ。この間、交際していた女性の影響もあってファシズム支持の右派から左派へ転向している。1941年にブラジルに帰国してからも、政府金融機関の職員として働きながら文芸活動やジャーナリストとしての活動を続けた。
1943年にブラジル外務省の外交官試験に合格、アメリカ合衆国ロサンゼルスの領事館勤務となり、以後フランスやウルグアイへ外交官として赴任している。詩作や批評の活動も継続、前衛派詩人の代表的な存在としてブラジル文学界で知られ、また政府部内でも抜擢されて文化振興活動に取り組んだ。1950年代後期にはブラジルの国連大使も務めた。
この頃にアントニオ・カルロス・ジョビンと知り合い、やがて詩人と作曲家としてのコラボレーションが始まった。他にもリオデジャネイロの若い音楽家たちとの交際を広め、その活動の中で新しいスタイルの音楽「ボサノヴァ」を生み出す原動力の一翼を担った。1959年にジョアン・ジルベルトの歌唱で録音された「想いあふれて」は1957年にモライス作詞、ジョビン作曲で作られたナンバーであり、ボサノバの歴史における劈頭を飾る作品として記録されている。
また1956年には前衛的な戯曲『オルフェウ・ダ・コンセイサゥン』（ギリシア神話のオルペウスとエウリディケの物語の舞台をリオデジャネイロに移した）を執筆。この戯曲は、1959年のフランス･ブラジル合作の映画『黒いオルフェ』（マルセル・カミュ監督)、1999年のブラジル映画『オルフェ』（カルロス・ヂエギス監督）の原作となった。
並行してジョビンとのコンビでボサノヴァ初期における重要なナンバーの作詞多数を手掛けた。彼らのコンビは1962年の「イパネマの娘」まで続いた。
ジョビンとのコンビが解消された1960年代以降は、ギタリストとして有名なバーデン・パウエル（Baden Powell）やトッキーニョ（Toquinho）ら多くのミュージシャンたちと共作し、ボサノヴァに留まらず、それ以前のジョビンとの作品とは趣を変えた、サンバ（あるいはサンビーニャとも）や、アフロ・サンバといった土着的な感覚に重きを置いた個性ある音楽作品を送り出した。「ビリンバウ」などがこの時期の代表的な曲である。1960年代、外交官として赴任した先のフランス・パリでは、フランシス・レイやピエール・バルーなどにボサノヴァを教え、それによって「フレンチ・ボッサ」（フランス人によるボサノヴァ）を誕生させたとも言われる。1962年以降は自ら歌手として歌うようにもなり、決して美声とは言い難いが独特の味のある飄々とした歌声をしばしばステージで披露した。
1964年にブラジルのクーデターで軍事政権が発足してからは、左翼的なポリシーの持ち主故に外交官としての重職から排斥され、1969年には「アルコール依存症」を表向きの理由にブラジル外務省から馘首された。以後は晩年まで音楽分野での活動を続けた。
詩才に優れ、数カ国語を操るなど非常に多彩な能力を発揮する一方で、その生涯に9度結婚・離婚を繰り返したほどの「恋多き男」であり、また希代の大酒豪でもあった。気難しい性格で奇行でも知られ、数々の風変わりな逸話を残す。
2016年リオデジャネイロオリンピックの大会マスコット『ビニシウス』は、彼の名前に由来している。

## 作詞家としての代表作
- アントニオ・カルロス・ジョビンとの共作
  - 想いあふれて (Chega de Saudade / No More Blues)
  - 悲しみよさようなら (A felicidade / Goodbye sadness)
  - お馬鹿さん (Insensatez/ How Insensitive)
  - おいしい水 (Água de Beber / Water to Drink)
  - イパネマの娘 (A Garota de Ipanema / The Girl From Ipanema)
- バーデン・パウエルとの共作
  - ビリンバウ (Berimbau)
  - オサーニャの歌 (Canto de Ossanha)
- トッキーニョとの共作
  - トムへの手紙 74年 (Carta ao Tom 74 / Letter to Tom 74)
- トッキーニョ、およびシコ・ブアルキとの共作
  - オルリーのサンバ (Samba de Orly)